# Paratemnoides aequatorialis
Espèce
Synonymes
- Paratemnus aequatorialis Beier, 1932

Paratemnoides aequatorialis est une espèce de pseudoscorpions de la famille des Atemnidae.

## Distribution
Cette espèce est endémique de Guinée-Bissau.

## Publication originale
- Beier, 1932 : Revision der Atemnidae (Pseudoscorpionidea). Zoologische Jahrbücher, Abteilung für Systematik, Ökologie und Geographie der Tiere, vol. 62, p. 547-610.